# Теодорих III
Теодорих III (на немски: Theuderich III., Theoderic, Theodoric; на френски: Thierry; * 653; † между 2 септември 690 и 12 април 691) е крал на франките (673 и от 675 до 691) от рода на Меровингите.

## Живот
Той е вторият син на Хлодвиг II († 11 октомври 657) от неговия втори брак с Батилда (* 630; † 30 януари 680; от 860 г. Светия), и брат на предшественика му в Неустрия и Бургундия, Хлотар III. Женен е бил за Клотилда от Ерстал (или Хродехилда; 660 до сл. 5 юни 692), с която има децата Хлодвиг IV (III) и Хилдеберт III. Жена му е дъщеря на австразийския майордом Анзегизел и Бега, дъщеря на австразийския майордом Пипин Ланденски и Ита и сестра на Пипин Ерсталски.
През 673 г. Теодорих е избран за крал, но губи от брат си Хилдерих II от Австразия, подстригват го и изгонват в манастира Сен Дени. След смъртта на Хилдерих през 675 г. той отново е поставен за крал, властта имали обаче майордомите.
След смъртта на Дагоберт II от Австразия и майордом Еброин при Теодорих цялото Франкско кралство се управлява отново само от един владетел. При битката при Тертри през 687 г. побеждава австразийският майердом Пипин Ерсталски и става така майордом на всички части на кралството и е провъзгласен на princeps francorum. Той държи Теодорих във вид плен, но му оставя меровингското кралство. Теодорих живее до края на живота си без значение в Неустрия.
Теодорих е погребан в Арас в църквата на манастира Saint-Vaast. Негов наследник става най-големият му син Хлодвиг IV (III).